# Мозамби
Мозамби, или гинандро́псис тычи́нко-пе́стичный (лат. Cleóme gynándra, также Gynandrópsis gynándra), — однолетнее травянистое растение, вид рода Клеома (Cleome) семейства Клеомовые (Cleomaceae).

## Ботаническое описание

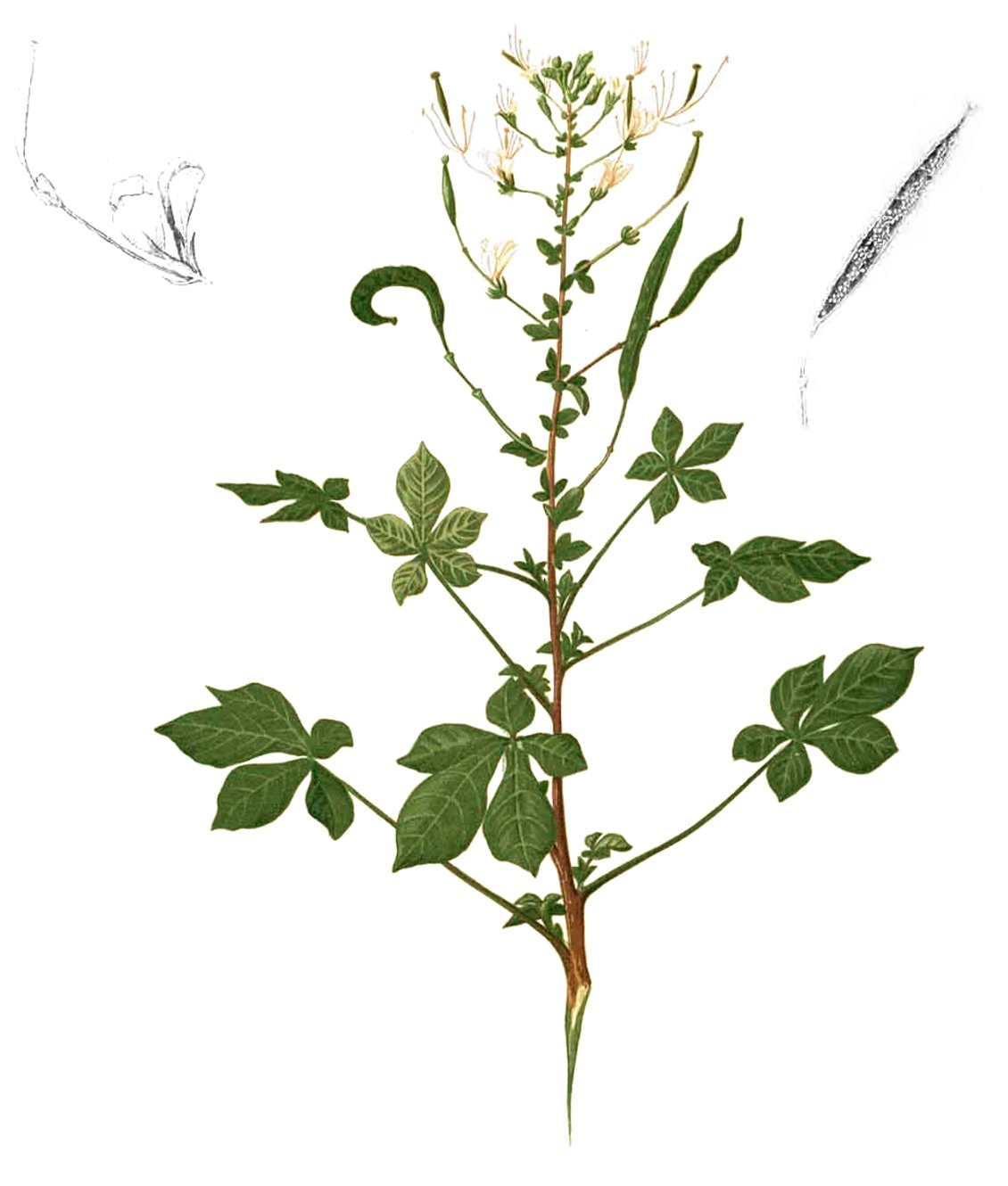

Однолетнее травянистое растение с прямостоячим сильно ветвистым стеблем 50—150 см высотой, покрытым густым железистым опушением, иногда с фиолетовым оттенком.
Листья очерёдные, пальчато-сложные, на железистых черешках 3—23 см длиной. Листочки обычно в числе 5, реже — 3—7, сидячие, яйцевидные или эллиптические, 2—10 см длиной и 2—4 см шириной.
Соцветия — верхушечная и пазушные кисти. Цветки на длинных цветоножках до 2,5 см длиной, в пазухах небольших прицветников. Чашечка из четырёх зелёных ланцетных чашелистиков 2,5—5 мм длиной. Венчик белый, с 4 лепестками 7—15 мм длиной и 1,5—4 мм шириной. Тычинки в числе 6, 8—2 мм длиной, с длинными фиолетовыми нитями.
Плод — сухая веретеновидная коробочка до 12 см длиной, со множеством семян (до 100—150), при созревании желтеющая. Семена чёрные, округлые, покрытые многочисленными рубцами, до 1,5 мм в диаметре.

## Распространение
Широко распространённое в тропическом и субтропическом поясах растение.

## Значение
В Африке используется в качестве зелёного овоща. Культивируется в Замбии.
В Индии и Китае используется в народной медицине.
Сорное растение во многих странах Африки и Южной Америки. Засоряет посевы хлопчатника, коровьего гороха, проса, кукурузы, сорго, риса, арахиса, сахарного тростника.

## Таксономия

### Синонимы
Гомотипные
- Gynandropsis gynandra (L.) Briq., 1914
- Pedicellaria gynandra (L.) Chiov., 1932

Гетеротипные
- Cleome pentaphylla L., 1763
- Cleome triphylla L., 1763
- Gynandropsis pentaphylla (L.) DC., 1824
- Pedicellaria pentaphylla (L.) Schrank, 1790

и другие.